# Il gabinetto del Dr. Caligari (film 1962)
Il gabinetto del Dr. Caligari (The Cabinet of Caligari) è un film del 1962, diretto da Roger Kay.
Nonostante il richiamo del titolo al capolavoro espressionista muto di Robert Wiene, le somiglianze tra le due pellicole sono estremamente sporadiche (ad eccezione del colpo di scena principale). Samuel Goldwyn aveva comunque acquistato i diritti di remake all'epoca, e fu proprio lui vent'anni dopo a proporne la realizzazione al francese Roger Kay, anche se in forma di semplice omaggio riconoscibile appena. La sceneggiatura del film è stata scritta da Robert Bloch, autore del romanzo Psycho, mentre la fotografia è firmata da John L. Russell Jr., che lavorò invece a Psyco (1960).

## Trama
All'automobilista Jane Lindstrom scoppiano le gomme in viaggio. Lei cerca assistenza in una tenuta di proprietà del signor Caligari, un uomo dall'accento gallese che sembra molto educato seppur bizzarro. Dopo aver passato la notte lì, scopre che Caligari non la lascia andare; lui procede con alcune domande personali e le mostra delle foto che la offendono.
Impedita dalle guardie di andarsene, e impossibilitata ad usare il telefono, Jane cerca alleati tra gli altri ospiti. Trova solo tre possibili candidati: il vecchio Paul, il giovane Mark, per il quale ha desideri romantici, e una vivace donna anziana di nome Ruth. Dopo aver visto Ruth torturata, Jane va da Paul che la convince a confrontarsi con Caligari. Jane lo fa e cerca di sedurlo, poiché sospetta che la stia spiando nella vasca da bagno. Dopo che i suoi tentativi falliscono, Caligari rivela che lui e Paul sono la stessa persona. Jane corre lungo un corridoio di immagini selvaggiamente mutevoli che funge da transizione.
Alla fine, viene rivelato che Jane è una malata di mente e tutto ciò che il pubblico ha visto fino a questo punto è stata la sua distorsione dell'istituto in cui si trovava: le domande personali erano psicoanalisi, le immagini erano macchie di Rorschach, la tortura di Ruth era un trattamento d'urto, e lo stemma di Caligari era una versione distorta del simbolo del caduceo medico. Guarita, Jane viene prelevata da Mark, che ora si rivela essere suo figlio.

## Produzione
Le riprese del film si sono svolte nel tardo 1961, per venticinque giorni, presso gli studios della Twentieth Century-Fox Film Corporation (10201 Pico Boulevard, Century City, Los Angeles).

## Distribuzione
- 25 maggio 1962: New York
- 3 settembre 1962: Regno Unito

## Riconoscimenti
- 1962 - Taormina Film Fest
  - Cariddi (podio migliori film)